# Schwarzer Berg
Schwarzer Berg (Czarne Wzgórze) – wzgórze we Frankfurcie nad Odrą, we Frankfurter Stadtwald, nieopodal miejskiej leśniczówki i drogi krajowej B112 (po jej zachodniej stronie).
Wysokość wzgórza wynosi 118,0 m.